# Hvozdnice (ort i Tjeckien, lat 50,19, long 15,71)
Hvozdnice är en ort i Tjeckien. Den ligger i den centrala delen av landet, 90 km öster om huvudstaden Prag. Hvozdnice ligger 280 meter över havet och antalet invånare är 189.
Terrängen runt Hvozdnice är huvudsakligen platt. Hvozdnice ligger uppe på en höjd.Runt Hvozdnice är det ganska tätbefolkat, med 116 invånare per kvadratkilometer. Närmaste större samhälle är Hradec Králové, 8,9 km öster om Hvozdnice. Trakten runt Hvozdnice består till största delen av jordbruksmark.